# Yoann Kongolo

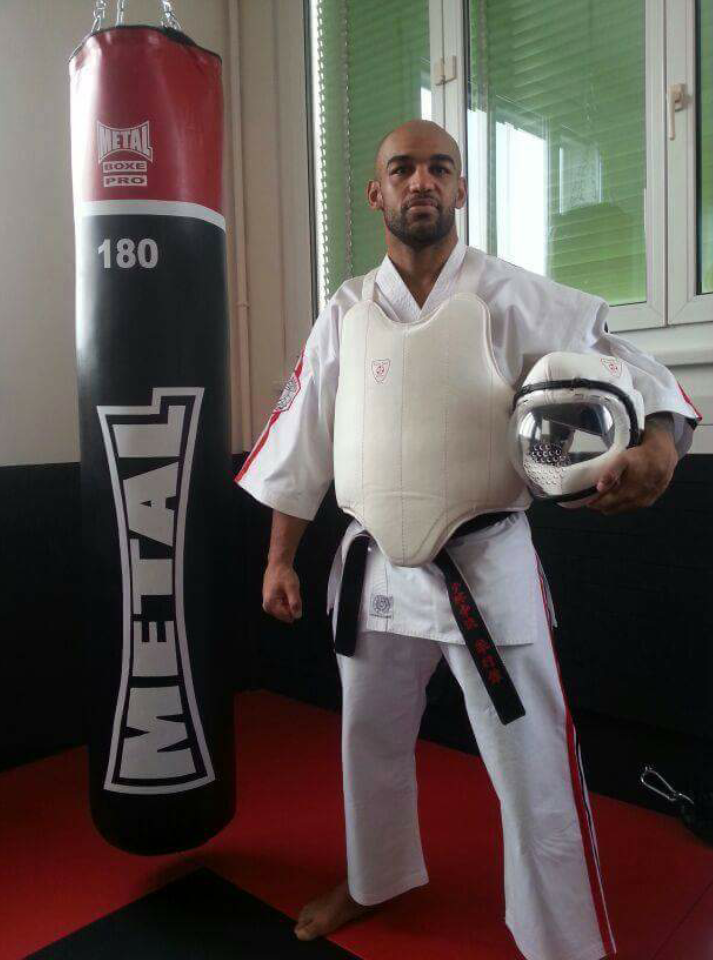
Yoann Kongolo, 2016

Yoann Kongolo  (* 11. September 1987 in Lausanne, Schweiz) ist ein ehemaliger Schweizer Kickboxer, Muay-Thai-Kämpfer, Karateka und aktueller ungeschlagener Profiboxer.

## Boxkarriere
Kongolo gab, ohne einen Kampf bei den Amateuren absolviert zu haben, im Alter von 27 Jahren am 21. November im Jahre 2014 sein Profidebüt gegen Thomas NGassam und gewann durch Mehrheitsentscheidung über 4 Runden.
Im August 2017 trat er gegen den bis dahin ungeschlagenen Russen Salambek Baysangurov um den vakanten WBC-Silber-Titel an und siegte auch hier durch Mehrheitsentscheidung. Im November desselben Jahres errang er zudem den EBU-EE-Gürtel, als er Enes Zecirevic in einem auf 12 Runden angesetzten Fight durch einstimmigen Beschluss schlug.
Ende Januar des Jahres 2018 verteidigte Kongolo seinen WBC-Silber-Titel durch einen Punktsieg gegen den Letten Andrejs Pokumeiko.